# Kalinikos Kreanga
Kalinikos Kreanga (Grieks: Καλλίνικος Κρεάνγκα) (Bistriţa, 8 maart 1972) is een in Roemenië geboren Grieks tafeltennisspeler. Hij heeft een reputatie als backhandspecialist.

## Biografisch
Kreanga werd geboren in Roemenië als Călin Creangă en begon daar op zijn zevende met tafeltennis. Tien jaar later verhuisde hij naar Griekenland en nam de Griekse nationaliteit aan. Hij veranderde zijn naam in Kalinikos Kreanga.
Tot Kreangas sportieve hoogtepunten behoren een tweede plaats in de World Cup 2003, een bronzen medaille op het WK 2003/2004 en een zilveren (2007) en drie bronzen medailles (1999, 2009 en 2010) op de Europa Top-12. Op EK's won hij samen met Zoran Kalinić de dubbelspeltitel in 1994 (zilver in 1998 en 2000 met Ilija Lupulesku en in 2005 met Vladimir Samsonov) en werd hij individueel tweede in 2002. Dat jaar bereikte hij tevens de finale van de ITTF Pro Tour Grand Finals, waarin hij de titel aan Chuang Chih-yuan moest laten.
Behalve in de Griekse competitie, speelde Kreanga in de Duitse Bundesliga (bij TTF Liebherr Ochsenhausen), Franse Pro A (bij GV Hennebont), in de Belgische competitie (bij La Villette Charleroi) en in de Nederlandse competitie (bij Enjoy & Deploy Taverzo). Hij wordt gecoacht door Nikos Kostopoulos. Op de ITTF Pro Tour schreef hij onder meer het Iran Open 1989, IJsland Open 1992, Tokio Open 2002 Santiago Open 2004 en Sint-Petersburg Open 2004 op zijn naam. In 2000 won hij de Duitse Masters
Kreanga behaalde zijn hoogste positie op de ITTF-wereldranglijst in september 2002, toen hij zevende stond. Op dezelfde plek belandde hij opnieuw in december 2003 en in februari 2004.